# Muhlenbergia orophila
Muhlenbergia orophila là một loài thực vật có hoa trong họ Hòa thảo. Loài này được Swallen mô tả khoa học đầu tiên năm 1950.